# Harold Kushner
Harold Samuel Kushner (New York, 3 aprile 1935 – Canton, 28 aprile 2023) è stato un rabbino, teologo e scrittore statunitense.
Apparteneva alla corrente dell'Ebraismo conservatore e fu autore di scritti sociologici e religiosi.

## Biografia
Kushner si laureò alla Columbia University e fu ordinato rabbino presso il Jewish Theological Seminary (JTS) nel 1960. Questo istituto gli conferì anche il Dottorato di ricerca in Studi biblici. Dopo aver perfezionato i suoi studi all'Università Ebraica di Gerusalemme, insegnò alla Clark University e alla Scuola Rabbinica del JTS. Ottenne sei Dottorati honoris causa.
Servì quale rabbino congregazionale presso il Temple Israel di Natick, nel Massachusetts per 24 anni e fu membro della Rabbinical Assembly.
Di lui si ricorda un best seller sul problema del male, When Bad Things Happen to Good People (Ma cosa ho fatto per meritare questo? Quando le disgrazie capitano ai buoni). Scritto nel 1978 dopo la morte di suo figlio Aaron, che soffriva di progeria (malattia dell'invecchiamento precoce), il libro tratta diversi temi: la sofferenza umana, Dio e la teodicea. Pubblicò inoltre numerose opere di teologia e commentari biblici.

## Opere
- Conquering Fear: Living Boldly in an Uncertain World, pubblicato nel 2009, è un saggio teologico che esamina le paure del terrorismo, dei disastri naturali, dell'anzianità, e offre suggerimenti su come affrontarli per il meglio, cercando di vivere con uno scopo e differenziando tra Dio e natura.
- Faith & Family: Favorite Sermons of Rabbi Harold S. Kushner pubblicato in ottobre 2007
- Practice Random Acts of Kindness: Bring More Peace, Love, And Compassion pubblicato nel 2007
- Overcoming Life's Disappointments pubblicato nel 2006
- The Lord Is My Shepherd: Healing Wisdom of the Twenty-third Psalm pubblicato nel 2003
- Who Needs God pubblicato nel 2002
- Living a Life That Matters: Resolving the Conflict Between Conscience and Success pubblicato nel 2001
- How Good Do We Have to Be? A New Understanding of Guilt and Forgiveness pubblicato nel 1997
- When Children ask about God: A Guide for Parents Who Don't Always Have All the Answers pubblicato nel 1995
- To Life: A Celebration of Jewish Being and Thinking pubblicato nel 1994
- When All You've Ever Wanted Isn't Enough: The Search for a Life That Matters pubblicato nel 1986
- When Bad Things Happen to Good People pubblicato nel 1978

### In italiano
- Vivere bene comportandosi bene, TEA (2006). ISBN 978-8850211807
- Nessuno ci chiede di essere perfetti nemmeno Dio, TEA (2000). ISBN 978-8878188419
- Vivere. Quando si ha tutto e niente, Neri Pozza (2000). ISBN 978-8873056829
- Chi ha bisogno di Dio?, Neri Pozza (1999). ISBN 978-8873056836
- Ma cosa ho fatto per meritare questo? Quando le disgrazie capitano ai buoni, Neri Pozza (1998).  ISBN 978-8873056744